# Семья Коломбо
Мафиозная семья Коломбо является одной из «Пяти Семей», контролирующих организованную преступность в Нью-Йорке. Ранее известна как семья Профачи.

## История

### Джо Профачи
Когда со смертью Джо Массерии и Салваторе Маранцано в 1931 году Война Кастелламарезе подошла к концу, структура американской мафии была изменена Лаки Лучано, создавшего пять семейств, ставших основой новой эры кооперации между гангстерами. Одной из таких семей, сформированной из остатков группировки Маранцано, стала банда под предводительством Джо Профачи — человека, ненавидимого своими подчиненными за скупость и жадность. При Профачи семья, обосновавшаяся в Бруклине, занималась обычными преступлениями, такими как рэкет, вымогательства, азартные игры, ограбления и ростовщичество. Учитывая злоупотребления при взимании своей доли, наряду со старыми сицилийскими традициями ведения дел, представляется крайне удивительным, что лидерство Профачи не оспаривалось вплоть до конца 50-х. Много старомодных «Усатых Питов» было убито либо выведено из игры Лучано при реорганизации мафии, но Профачи удалось сохранить свою голову целой, во многом и благодаря своим близким связям с лидером другой семьи Джо Бонанно.

### Братья Галло
Однако, в конечном счете, гнев некоторых подчинённых Профачи накалил обстановку, и конфликты, которые будут преследовать семью десятилетиями, начались во всей своей полноте. Даже человек, смотрящий на шаги вперед, Карло Гамбино, начал раздувать неспокойствие в семье, силясь расшатать альянс Профачи — Бонанно, благо, что братья Галло: Ларри, Джои и Альберт были склонны принять его инициативу. Профачи забирал львиную долю дохода братьев от рэкета, и, в конце концов, им это надоело. Плохое предчувствие грядущего конфликта зародилось тогда, когда Профачи заказал убийство одного из парней Галло, Фрэнка Аббатемарко, лишь за то, что тот якобы был нелоялен к боссу и отказывался в уплате доли своему боссу. Команда Галло с Президент-стрит в начале 1960-х могла собрать около 50-70 бойцов против семьи Профачи. Братьев Галло поддерживали "сделанные" члены семьи Профачи, Джозеф Джоэлли, Кармайн Персико со своими "Гарфилд бойз" и Ник Форлано. В феврале 1961 братья Галло похитили целый ряд видных членов семьи, включая заместителя босса Джозефа Мальоко и капо Фрэнка Профачи. В обмен на их освобождение, братья требовали изменения перераспределения доли прибыли, и казалось, поначалу Профачи согласился, пристально следя за переговорами между похитителями и советником Профачи, Чарльзом Лочичеро. Но Профачи лишь оттягивал время, готовя месть Галло. Тем временем, Персико и Форлано покинули фракцию Галло и перешли на сторону Профачи. 20 августа 1961 они приглашают Ларри Галло в бруклинский бар Sahara’s Lounge, там они начинают его душить, но позже появляется полицейский, и они сбегают (эта сцена будет обыграна во втором "Крестном Отце"). В сентябре 1961 член команды Галло Джозеф Джиоели был убит людьми Профачи, и братья начали войну,  они заявили, что будут нападать на людей Профачи повсюду, где только возможно. Война между группировками началась. Братья Галло инициировали две войны в семье Коломбо, обе из которых закончились их поражением.

### Смерть Профачи

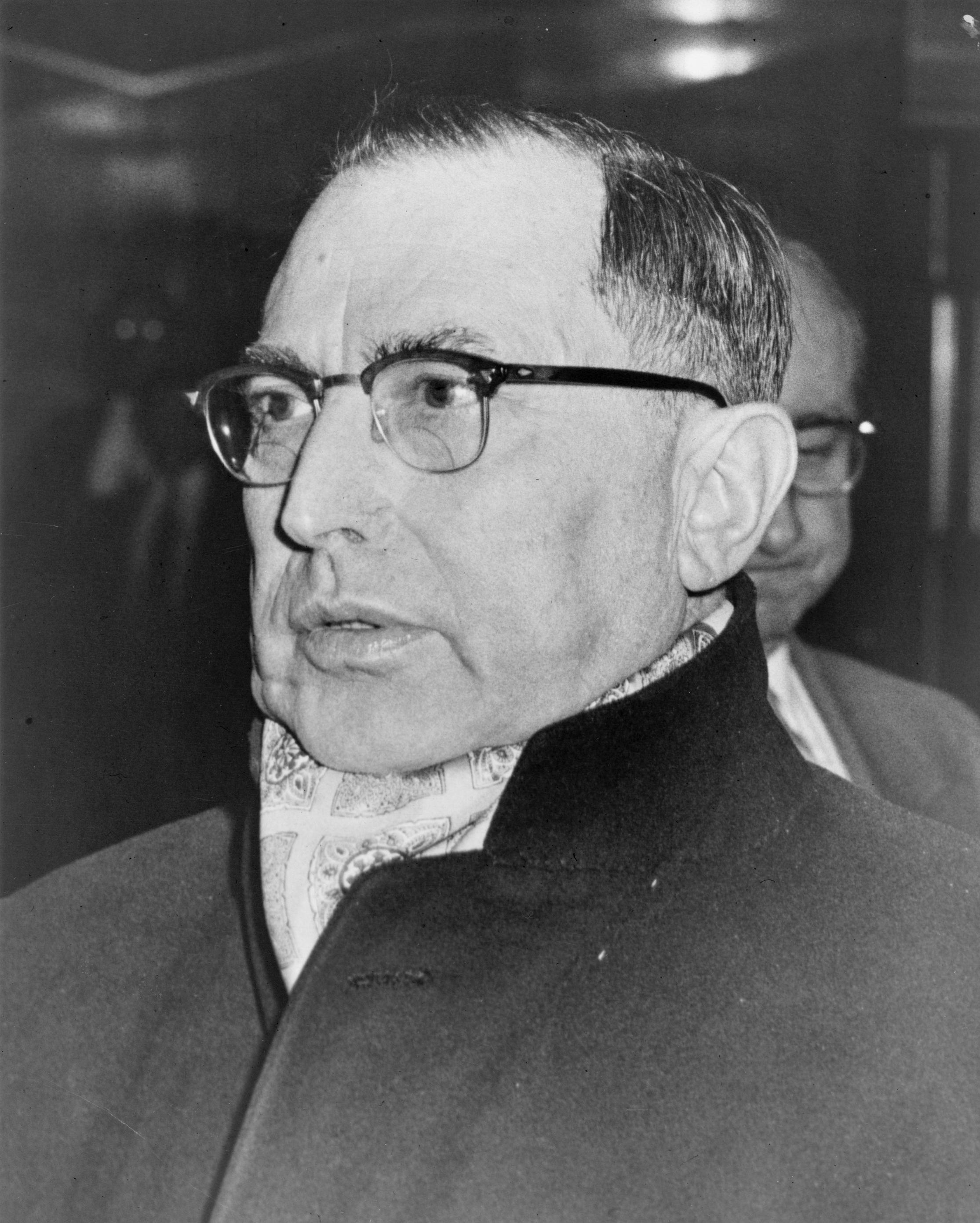
Джо Профачи в 1959 году

На протяжении 1961/62 главы других семей (за исключением Бонанно) всячески давили на Профачи, убеждая его уйти с поста босса. Состояние его здоровья все ухудшалось, и 6 июня 1962 он умер от рака. В качестве главы семьи он был замещен Мальоко, человека подобного Профачи, особенно касательно отношения к нему братьев Галло, которые не намеревались прекращать войну из-за того, что Профачи умер. В мае 1963 союзники Мальоко, Кармайн Персико и Фунци Д’Амброзио были атакованы в Бруклине. На них была организована засада, во время которой их расстреляли двое убийц. Персико был ранен в лицо, руку и плечо, но остался жив. Братья Галло продолжали планировать дальнейшие атаки на жизни людей Мальоко, но у властей на их счет были другие планы. Целый ряд членов банды Галло были осуждены по обвинением в рэкете, двое других были убиты наемниками Мальоко и номинальный лидер банды, Джо Галло, сам сидел в тюрьме и был не в состоянии предотвратить дезорганизацию группировки. За время войны было убито около двух десятков мобстеров на улицах Нью-Йорка, почти столько же были ранены или серьезно избиты.

### Предательство Мальоко
Убрав братьев Галло со своего пути, Мальоко мог консолидировать своё лидерство и сконцентрироваться на бизнесе семьи. Однако, Джо Бонанно замыслил заговор убийства глав трех преступных семейств и Мальоко имел неосторожность присоединиться к нему в данном плане. Но Джо Коломбо, кому и доверили исполнение плана, осознавая что это плохая идея, сообщил о плане Карло Гамбино и Томми Луккезе. Бонанно и Мальоко были вызваны на суд Комиссии. Бывший босс ушел в бега, а Мальоко предстал за свои преступления. Осознавая, что в этот заговор его втянул Бонанно, он согласился заплатить 50 000 долларов штрафа и уйти с поста босса (вскоре он умер, по естественным причинам).

### Эра Коломбо

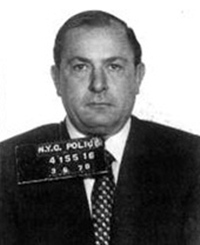
Джо Коломбо

За проявленную лояльность, а также потому что Гамбино считал, что сможет контролировать его действия, Коломбо был назначен на место Мальоко. Чтобы отмести все ассоциации с бывшим боссом, семью переименовали в Коломбо, желая избавиться от ореола жадности и того презрительного отношения, с которым Профачи относился к своим людям. В возрасте 41 года Коломбо стал новым  боссом клана, во главе своей старой команды в Бенсонхерст он поставил 31-летнего Кармайна Персико. Коломбо стал самым молодым лидером мафии — как следствие его опытность многими ставилась под сомнение. Данное сомнение стало очевидным, когда после ареста своего сына по обвинениям в фальшивомонетничестве, Коломбо создал Лигу защиты Прав Итало-Американцев, призванной защищать их от произвола властей. Для организации, которая гордилась своим теневым статусом, публичность Коломбо как минимум не приветствовалась. Посредством Лиги его лицо часто попадало на страницы газет и экраны телевизоров.
Коломбо была очень богатой семьей и Пьетро «Пити» Мочео из Бенсонхерста делал людей банды ещё богаче, являясь одним из лучших рэкетиров семьи Коломбо. В феврале 1971 года Джои Галло выпустили из тюрьмы. Четыре месяца спустя на Джо Коломбо было совершено покушение, в результате которого, Джозеф Коломбо оказался полностью парализованным и находился в коме до своей смерти в 1978 году. Подозрения пали на Галло. На митинге Лиги на площади Колумба 28 июня 1971 года в Коломбо стреляли, когда он протискивался к помосту. Стрелявший, молодой чернокожий мужчина, по имени Джероме Джонсон был сам застрелен и убит членами окружения Коломбо на месте. В организации убийства подозревали Галло, во многом потому, что он открыто сотрудничал с чернокожими преступниками из Гарлема, считая их потенциальными партнерами в новых прибыльных областях криминального бизнеса. Винченцо «Вини» Алои некоторое время исполнял обязанности действующего босса, пока из тюрьмы не вышел Кармайн «Джуниор» Персико. Сам Галло был застрелен в Ресторане Умберто на Малбери Стрит 7 апреля 1972 года.

### Семья при Персико
Семье Коломбо, пресыщенной «подвигами» Коломбо (равно как и Галло) необходим был период спокойствия. Коломбо было некогда управлять семьёй и лидерство перешло к Томаса ДиБелла, человека, ускользавшего от властей с 1932, когда он был обвинён в бутлегерстве. Коломбо умер в 1978, а ДиБелла ушёл с поста по болезни в 1977. Кармайн Персико, который недавно был освобождён из тюрьмы, стал новым боссом семьи, хотя многие верят, что он ещё будучи в тюрьме заправлял всем, а ДиБелла был действующим боссом. В 1981 Персико был вновь осуждён, на этот раз за взяточничество, он получил 5 лет тюрьмы, но был условно-досрочно освобождён в 1984. Персико столько раз садился в тюрьму за последние десять лет, что было не ясно в состоянии ли он руководить. Однако он руководил семьёй из тюрьмы при помощи Альфонса «Алли Боя» Персико, своего брата и Дженнаро «Джерри Ланга» Ланжеллы, своего уличного босса, пока в 1987 Персико и Ланжелла не были осуждены по закону РИКО на 100 летний срок. Факт пожизненного заключения не изменил лидерства Персико, который в 80е отдавал приказы из Федеральной Тюрьмы Ломпок (Калифорния), используя подставных боссов, таких как своего кузена Витторио «Вика» Орена. Орена, однако, желал настоящего, а не номинального лидерства и битва за контроль разразилась между сторонниками Орены (включая и лидера семьи Гамбино Джона Готти) и людьми, лояльными Персико. Неудавшееся покушение на Орену, привело ко вмешательству Комиссии — советник Персико Кармайн Сесса, организовавший покушение, должен был ответить за своего босса. Не придя к консенсусу, люди Орены 18 ноября 1991 устроили засаду на капо Персико, Грегори Скарпа Старшего, ехавшего в автомобиле со своей семьёй, но всем членам семьи удалось уйти и даже избежать ранений. Не успокоившись, сторонники Орены убили человека Персико Генри «Генри Банка» Смурра. Наконец, со множеством жертв с обеих сторон, вмешалась полиция и Орена, его капо Паскуале «Пэтти» Амато и множество солдат с обеих сторон были отправлены в тюрьму. В 1993 году Орену и Амато приговорили к пожизненному заключению. Так, с обезглавленным лагерем Орены, Персико праздновал победу и продолжил править семьёй из-за решётки.

## Современные лидеры
Кармайн «Джуниор» Персико, 76 лет, как утверждают оставался во главе сильно ослабшей семьи Коломбо до 2019 года, когда он скончался в федеральной тюрьме штата Северная Каролина. Его сын, Альфонс «Элли Бой» Персико, должен был стать боссом, но в декабре 2007 был осужден наряду с властным заместителем босса Джоном «Джеки» ДеРоссом за заказ на убийство Виллияма Кутоло в 1999 году. 27 февраля 2009 года Альфонса Персико, 55 лет, и Джона ДеРоссу, 71 год, приговорили к пожизненному заключению без права обжалования.
Джон «Сони» Франчезе (93 года) предполагаемо является заместителем босса Персико. Франчезе провел большую часть своей жизни в тюрьме и даже серьёзные правовые ограничения не остановили его от желания обрести пост на верхушке семейной власти. Франчезе был арестован в мае 2007 за нарушение условий досрочного освобождения. Томас «Взрывной Томми» Гиоели ведёт дела на улице. О Гиоели известно немногое, но достоверно известно, что он сидел некоторое время за решеткой и был союзником Персико во время борьбы за власть. Винченцо «Вини» Алои является советником семьи Коломбо. И после 16 лет война все ещё разрушает семью изнутри, помимо дюжины убийств, последними жертвами стали младший брат Персико Теодор «Тэдди» Персико, его сын Альфонс, ДеРосс и более 80 членов организации и приближенных к ним осуждены и до сих пор находятся под обвинением. Также в заключении находятся и бывшие враги — сыновья Виктора Орены Виктор Младший и Джон Орена. В июне 2008 действующий босс Томас «Взрывной Томми» Гиоели, бывший советник Джоел «Уэйверфлай» Какаче, капо Дино Калабро, солдат Дино Сарацино, а также многие другие были осуждены по обвинениям в рэкете, наркотрафике, ростовщичестве, вымогательстве и трем убийствам датируемым ещё периодом войн Коломбо. На сегодня, семья состоит примерно из 60-70 членов, являясь, таким образом самой малочисленной из Пяти Семей. Поговаривают, что с после ареста Гиоели капо и бывший уличный босс Эндрю «Энди Маш» Руссо вновь занял пост действующего босса. 24 декабря 2008 91-летний заместитель босса Джон «Сони» Франчезе был выпущен из Центра Предварительного Содержания в Бруклине.
7 июля 2010 года Джон «Сони» Франчезе был взят под стражу прямо в зале суда, ему грозит до 20 лет лишения свободы.
25 февраля 2020 года, старейший гангстер Америки, Джон «Сони» Франчезе, умер в возрасте 103 лет.

## По состоянию на 2020 год
- Босс — Кармайн «Джуниор» Персико (1973 — 2019)

78-летний Персико находится в заключении с 1986 года, осужден на 100 лет тюремного заключения, но наказание было смягчено, и дата его освобождения перенесена на 20 марта 2050 года. 7 марта 2019 года Персико скончался в Медицинском центре Университета Дьюка в Дареме, штат Северная Каролина.
- Действующий босс — Альфонсо «Литл Алли Бой» Персико (1996 — по сей день)

Сын Кармайна Персико. Отбывает пожизненное заключение.
- Уличный босс — Эндрю «Энди Месиво» Руссо (2010 — по сей день)

Кузен Кармайна Персико. Арестован в январе 2011 года.
- Заместитель босса — Бенджамин «Коготь» Кастелаццо (2020 — по сей день) 
81-летний Бенджамин «Коготь» Кастелаццо занял пост заместителя босса, после того как 103-летний Джон Франчезе умер 24 февраля 2020 года.
- Действующий заместитель босса — Доминик «Донни Шэкс» Монтемарано (2014 — по сей день)

Арестован в январе 2011 года
- Консильери — Ричард «Ричи Нервы» Фуско (2008 — по сей день)

Арестован в январе 2011 года
- Действующий консильери — Томас «Томми Микс» Фераси (2011—2012)

Арестован 5 января 2012.